# Campionati del mondo di atletica leggera indoor 2024 - 3000 metri piani femminili
La gara dei 3000 metri piani femminili dei campionati del mondo di atletica leggera indoor 2024 si è svolta il 2 marzo.

## Podio
| Pos.    | Atleta             | Nazionalità | Tempo   |
| ------- | ------------------ | ----------- | ------- |
| Oro     | Elle St. Pierre    | Stati Uniti | 8'20"87 |
| Argento | Gudaf Tsegay       | Etiopia     | 8'21"13 |
| Bronzo  | Beatrice Chepkoech | Kenya       | 8'22"68 |

## Situazione pre-gara

### Record
Prima di questa competizione, il record del mondo indoor e il record dei campionati erano i seguenti.
| Record                | Prestazione | Atleta                     | Data e luogo                      | Competizione                     |
| --------------------- | ----------- | -------------------------- | --------------------------------- | -------------------------------- |
| Record mondiale       | 8'16"60     | Genzebe Dibaba Etiopia     | 6 febbraio 2014 Stoccolma, Svezia | XL Galan                         |
| Record dei campionati | 8'33"82     | Elly van Hulst Paesi Bassi | 4 marzo 1989 Budapest, Ungheria   | Campionati del mondo indoor 1989 |

### Campionesse in carica
La campionessa mondiale indoor in carica era:
| Campione        | Atleta               | Prestazione | Data e luogo                   | Competizione                     |
| --------------- | -------------------- | ----------- | ------------------------------ | -------------------------------- |
| Mondiale indoor | Lemlem Hailu Etiopia | 8'41"82     | 18 marzo 2022 Belgrado, Serbia | Campionati del mondo indoor 2022 |

### La stagione
Prima di questa gara, le atlete con le migliori tre prestazioni dell'anno erano:
| Pos. | Atleta                                | Prestazione | Data e luogo                        |
| ---- | ------------------------------------- | ----------- | ----------------------------------- |
| 1    | Gudaf Tsegay Etiopia                  | 8'17"11     | 11 febbraio 2024 Liévin, Francia    |
| 2    | Jessica Hull Australia                | 8'24"93     | 4 febbraio 2024 Boston, Stati Uniti |
| 3    | Elinor Purrier St. Pierre Stati Uniti | 8'25"25     | 29 gennaio 2022 Boston, Stati Uniti |

## Risultati

### Finale
La finale diretta si è tenuta il 2 marzo alle ore 20:15.
| Pos | Atleta                 | Nazionalità   | Tempo   | Note                                        |
| --- | ---------------------- | ------------- | ------- | ------------------------------------------- |
|     | Elle St. Pierre        | Stati Uniti   | 8'20"87 | Record dei campionati · Record panamericano |
|     | Gudaf Tsegay           | Etiopia       | 8'21"13 |                                             |
|     | Beatrice Chepkoech     | Kenya         | 8'22"68 | Record nazionale                            |
| 4   | Jessica Hull           | Australia     | 8'24"39 | Record oceaniano                            |
| 5   | Laura Muir             | Gran Bretagna | 8'29"76 | Miglior prestazione personale stagionale    |
| 6   | Lemlem Hailu           | Etiopia       | 8'30"36 | Miglior prestazione personale stagionale    |
| 7   | Hirut Meshesha         | Etiopia       | 8'34"61 |                                             |
| 8   | Nozomi Tanaka          | Giappone      | 8'36"03 | Record asiatico                             |
| 9   | Teresia Muthoni Gateri | Kenya         | 8'38"96 | Miglior prestazione personale stagionale    |
| 10  | Marta García           | Spagna        | 8'40"34 |                                             |
| 11  | Josette Andrews        | Stati Uniti   | 8'41"93 | Miglior prestazione personale stagionale    |
| 12  | Hannah Nuttall         | Gran Bretagna | 8'48"24 |                                             |
| 13  | Ludovica Cavalli       | Italia        | 8'48"46 |                                             |
| 14  | Águeda Marqués         | Spagna        | 8'48"57 |                                             |
| 15  | Roisin Flanagan        | Irlanda       | 8'53"02 | Miglior prestazione personale               |
| 16  | Emeline Imanizabayo    | Ruanda        | 9'28"58 | Miglior prestazione personale               |